# Ocotea tillettsiana
Ocotea tillettsiana är en lagerväxtart som beskrevs av C. K. Allen. Ocotea tillettsiana ingår i släktet Ocotea och familjen lagerväxter. Inga underarter finns listade i Catalogue of Life.